# マーチン2-0-2

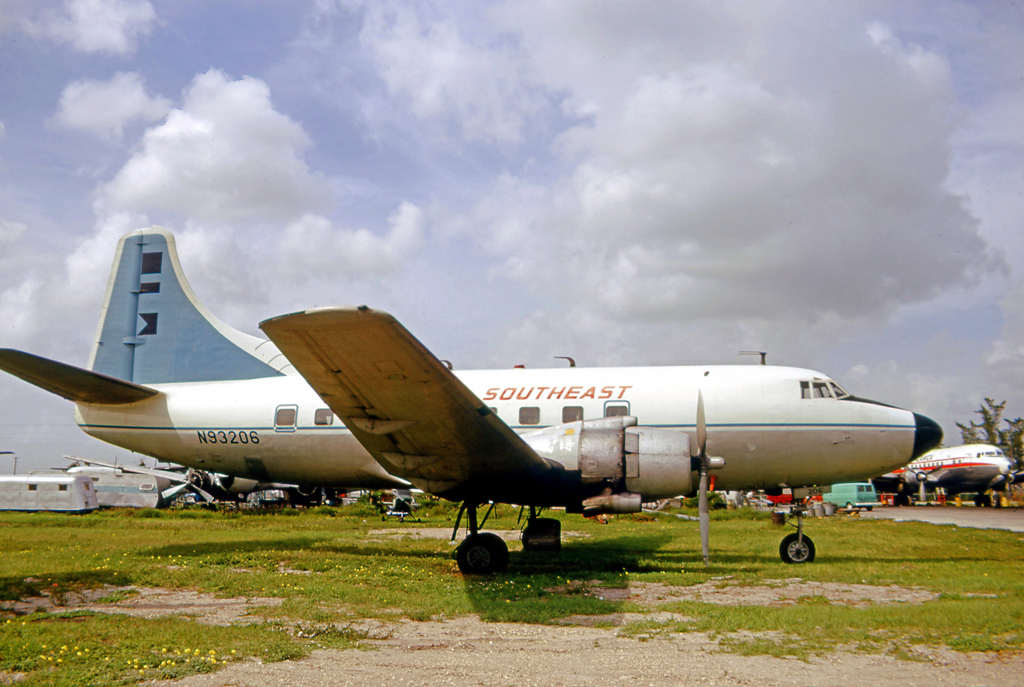
マーチン2-0-2

マーチン2-0-2（Martin 2-0-2）は、アメリカ合衆国の航空機メーカーのマーチン（現在のロッキード・マーティン）が第二次世界大戦後に開発・製造した双発レシプロ旅客機である。
なお「マーチン202」と表記されることも多いが、正式には「マーチン2-0-2」と表記する。
1951年1月に日本航空ダグラス2-0-2雲区号に使われていた。

## 概要
ダグラスDC-3を代替する意図で開発された。このため、機体はDC-3より若干大きく、エンジンも大幅に強力なクラスを搭載して巡航速度やペイロードを向上させている。
1946年11月に初飛行、1947年8月に民間機としての耐空証明を得ている。しかし構造設計面に問題があり、1948年中頃には既受注分で生産は打ち切られた。
マーチン社は与圧客室を持つ発展型の開発を繰り上げ、マーチン4-0-4型として発表し生産を移行した。このため、マーチン2-0-2型は34機が生産されるにとどまった。導入した航空会社から早期転売されたり、発注していたイースタン航空などからはキャンセルを受けるなど、商業的にも失敗作であった。
第二次世界大戦終結後の1940年代後期には、DC-3の軍用輸送機版で約1万機もの多数が製造されたC-47スカイトレインおよびその派生型の連合国側残存機のうち、大戦終結で余剰となった機体が数千機単位で民間に払い下げられ、民生用DC-3仕様に改装されて、世界各国に普及しつつあった。やや旧式ながら運用コストが低く信頼性の高いDC-3が、廉価な払下げで入手しやすかった当時、「ポストDC-3」として直接競合するクラスの機体開発は時期尚早であり、2-0-2そのものの信頼性の低さがその企図に止めを刺したと言える。
日本においては第二次世界大戦後、日本法人である日本航空が運用した最初の機体である。

## 事故多発問題
1948年8月29日に主翼構造の強度不足が原因で、ミネソタ州上空を飛行中に空中分解し墜落した。そのため残された機体は連邦航空局（FAA）から改修が命じられ、僅か34機の製造で終了した。
対策が実施された後も、信頼性には疑義が残る機体であった。1950年3月から1951年1月にかけ、ノースウエスト航空の機体が4機相次いで事故を起こしている。また、ノースウエスト航空から日本航空にウェットリースされた機体「もく星」号が1952年（昭和27年）に墜落事故を起こしている。民間商業機としては決して多くないその製作機数に対して、全損事故が13機と極めて多く、これに伴う死亡者も163人に上る。

## 日本航空のマーチン2-0-2型機

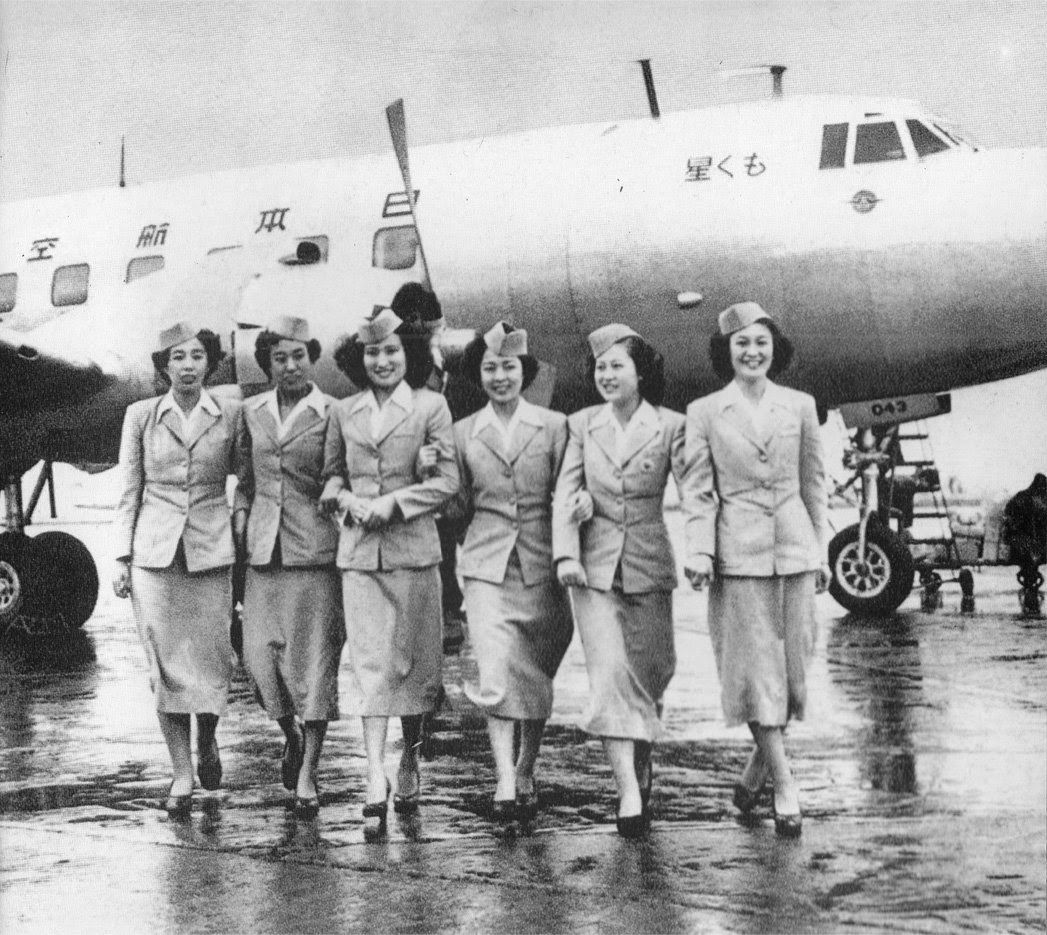
日本航空のマーチン2-0-2「もく星号」と客室乗務員

第二次世界大戦で敗北した日本は、連合国より軍民問わず航空機を運用することを禁止されていた。1951年（昭和26年）になり、ようやく日本航空株式会社（旧会社で戦前からの大日本航空）による民間旅客機による定期路線が就航した。しかし実際には日本航空は営業面だけを日本側が担当し、実際の定期路線運航はノースウエスト航空が操縦士つきで担当した。このときに使われたのがマーチン2-0-2型機であった。
日本航空では5機のマーチン2-0-2型を運航し、それぞれの機体に太陽系の惑星に由来する愛称を与えた。機体記号は「N」から始まる米国籍のままであった。
- 「きん星」（N93041)
- 「もく星」（N93043）
- 「すい星」（N93049）
- 「ど星」（N93060）
- 「か星」（N93061）
  - 日本航空株式会社ではこれに先立って、1951年（昭和26年）8月27日から29日にかけてフィリピン航空からチャーターしたダグラス DC-3型機（機体記号:PI-C7）に愛称「金星」号を授け民間航空定期便再開宣伝飛行を行っている。

マーチン2-0-2型機もこれを引き継ぎ、この内「きん星」号は漢字とひらがなの違いはあるが、重複の二代目、「てんのう星」号はノースウエスト航空の都合から1機のみ供与されたダグラス DC-4型機（軍用輸送機のC-54を改修。機体記号:N88844）に授けられた。
航路の確認や点検飛行、宣伝体験搭乗を「もく星」号などで行い、「ど星」号は1番機として1951年（昭和26年）10月25日に東京 - 大阪間の定期航空路線に就航した。しかし、1952年（昭和27年）4月9日に発生したもく星号墜落事故により、日本航空株式会社は「もく星」号を喪失した。そのためか、1953年（昭和28年）の日本航空株式会社（特殊会社）設立に伴う自主運航開始とともに全てノースウエスト航空に返却され、日本の空から姿を消した。

## 性能要目
- 全幅： 28.4 m
- 全長： 22.8 m
- 高さ： 8.70 m
- 操縦乗員： 3
- 乗客： 40（最大）
- エンジン： プラット・アンド・ホイットニー R-2800-CB16双発
- 総重量： 30,367 kg
- 最大巡航速度： 450 km/h
- 航続距離： 4,184 km